# Врхе (Целє)
Врхе (словен. Vrhe) — поселення в общині Целє, Савинський регіон, Словенія. 
Висота над рівнем моря: 278,9 м.